# Lélia Almeida
Lélia Couto Almeida (Santa Maria, 1962) é uma escritora e tradutora brasileira.
Depois do mestrado em Literatura Brasileira pela UFRGS, fez seu doutorado em Literatura da América Latina na Argentina. Estreou na literatura com o romance Antônia, em 1987.
Ganhou o Prêmio Açorianos de 2013 na categoria narrativa longa com seu romance O amante alemão.

## Obras

### Romance
- Antônia (1987)
- Senhora Sant'ana (1995)
- Querido Artur (1999)
- O amante alemão (2013)

### Crônicas e ensaios
- 50ml de Cabochard - crônicas sobre mulher e literatura (1995)
- As meninas más na literatura de autoria feminina (1996)
- A sombra e a chama: as mulheres d'O Tempo e o Vento (1996)
- As mulheres de Bangkok (1997)
- As gregas do mangue (esquetes) (2011)
- As meninas más da literatura de autoria feminina (2011)
- Mujer de palabras (2011)[4]